# Botcsinálta boszi (televíziós sorozat, 2017)
A Botcsinálta boszi (eredeti cím: The Worst Witch) 2017-től vetített német–brit fantasy televíziós sorozat, amelyet  Brian Grant rendezett Jill Murphy The Worst Witch könyve alapján.
Az írója Emma Reeves. A sorozat a CBBC Productions és a ZDF gyártásában készült, forgalmazója a ZDF Enterprises.
Egyesült Királyságban 2017. január 11-tól volt látható az CBBC-n. Magyarországon szinkronosan 2020. június 27-én mutatta be az M2.

## Szereplők
| Szereplő                  | Színész                                            | Magyar hang       | Leírás                                 | Évadok         | Évadok         | Évadok         | Évadok         |
| Szereplő                  | Színész                                            | Magyar hang       | Leírás                                 | 1              | 2              | 3              | 4              |
| ------------------------- | -------------------------------------------------- | ----------------- | -------------------------------------- | -------------- | -------------- | -------------- | -------------- |
| Miss Ada Cackle           | Claire Higgins                                     | Kubik Anna        | igazgatónő                             | Főszereplő     | Főszereplő     | Főszereplő     | Főszereplő     |
| Miss Joy Hecate Hardbroom | Raquel Cassidy                                     | Ráckevei Anna     | igazgatónő-helyettes, bájitaltan tanár | Főszereplő     | Főszereplő     | Főszereplő     | Főszereplő     |
| Mildred Hubble            | Bella Ramsey (1–3. évad) Lydia Page (4. évad)      | Szűcs Anna Viola  | tanuló                                 | Főszereplő     | Főszereplő     | Főszereplő     | Főszereplő     |
| Julie Hubble              | Nicola Stephenson                                  | Szitás Barbara    | Mildred anyja                          | Mellékszereplő | Mellékszereplő | Mellékszereplő | Mellékszereplő |
| Maud Spellbody            | Meibh Campbell (1. évad) Megan Hughes (2. évadtól) | Kobela Kira       | tanuló                                 | Főszereplő     | Főszereplő     | Főszereplő     | Főszereplő     |
| Enid Nightshade           | Tamara Smart                                       |                   | tanuló                                 | Főszereplő     | Főszereplő     | Főszereplő     | Főszereplő     |
| Ethel Hallow              | Jenny Richardson                                   | Gyarmati Laura    | tanuló, Esmeralda és Sybil testvére    | Főszereplő     | Főszereplő     | Főszereplő     | Főszereplő     |
| Esmerelda Hallow          | Miriam Petche                                      | Koller Virág      | tanuló, Ethel és Sybil testvére        | Főszereplő     | Mellékszereplő |                |                |
| Drusilla Paddock          | Tallulah Milligan                                  |                   | tanuló                                 | Főszereplő     |                |                |                |
| Felicity Foxglove         | Dagny Rollins                                      |                   | tanuló                                 | Főszereplő     | Főszereplő     | Főszereplő     | Főszereplő     |
| Miss Gwendolyn Bat        | Wendy Craig                                        | Bókai Mária       | ének- és varázs törtenelem tanár       | Főszereplő     | Főszereplő     | Főszereplő     |                |
| Miss Dimity Drill         | Shauna Shim                                        | Nádorfi Krisztina | repülés oktató- és testnevelő tanár    | Főszereplő     | Főszereplő     | Főszereplő     | Főszereplő     |
| Mr Algernon Rowan-Webb    | Philip Martin Brown                                |                   | helyesírás oktató tanár                | Főszereplő     | Főszereplő     | Főszereplő     |                |
| Miss Gertrude Gullett     | Kacey Ainsworth                                    |                   | helyesírás oktató tanár                | Főszereplő     |                |                |                |
| Mrs Maria Tapioca         | Zita Sattar                                        |                   | suli szakácsa                          | Mellékszereplő | Mellékszereplő | Főszereplő     | Főszereplő     |
| Sybil Hallow              | Trixie Hyde                                        |                   | tanuló, Esmeralda és Ethel testvére    |                | Főszereplő     | Főszereplő     | Főszereplő     |
| Clarice Twigg             | Kitty Slack                                        |                   | tanuló                                 |                | Főszereplő     | Főszereplő     | Főszereplő     |
| Beatrice Bunch            | Ynez Williams                                      |                   | tanuló                                 |                | Főszereplő     | Főszereplő     | Főszereplő     |
| Miss Marigold Mould       | Mina Anwar                                         |                   | művészeti tanár                        |                | Főszereplő     |                |                |
| Mabel Tapioca             | Annette Hannah                                     |                   | Mrs Maria Tapioca lánya                |                |                | Főszereplő     | Főszereplő     |
| Indigo Moon               | Kelsey Callandine-Smith                            |                   | Joy és Mildred barátja                 |                |                | Főszereplő     | Főszereplő     |
| Izzy Jones                | Saoirse Addison                                    |                   | tanuló                                 |                |                |                | Főszereplő     |
| Azura Moon                | Luciana Akpobaro                                   |                   | tanuló, Indigo Moon lánya              |                |                |                | Főszereplő     |
| Fenella Feverfew          | Billie Boullet                                     |                   | tanuló                                 |                |                |                | Főszereplő     |
| Miss Arabella Hempnettle  | Karen Paullada                                     |                   | testnevelő tanár                       |                |                |                | Főszereplő     |
| Mr Daisy                  | Nitin Ganatra                                      |                   | helyesírás oktató tanár                |                |                |                | Főszereplő     |

### Magyar változat
- Bemondó: Korbuly Péter (1. évad), Bordi András (2. évad)
- További magyar hangok: Mayer Szonja, Pál Zsófia

A szinkront az MTVA megbízásából a Masterfilm Digital készítette.

## Epizódok
| Évad | Évad | Epizód | Eredeti sugárzás | Eredeti sugárzás  | Eredeti adó | Magyar sugárzás  | Magyar sugárzás | Magyar adó |
| Évad | Évad | Epizód | Évadpremier      | Évadfinálé        | Eredeti adó | Évadpremier      | Évadfinálé      | Magyar adó |
| ---- | ---- | ------ | ---------------- | ----------------- | ----------- | ---------------- | --------------- | ---------- |
|      | 1    | 13     | 2017. január 11. | 2017. március 29. | CBBC        | 2020. június 27. | TBA             |            |
|      | 2    | 13     | 2018. január 8.  | 2018. március 26. | CBBC        | TBA              | TBA             | TBA        |
|      | 3    | 13     | 2019. január 7.  | 2019. március 25. | CBBC        | TBA              | TBA             | TBA        |
|      | 4    | 13     | 2020. január 27. | 2020. április 20. | CBBC        | TBA              | TBA             | TBA        |

## Gyártás
2014 novemberében bejelentették, hogy a Botcsinálta boszikból egy új sorozat készül a BBC-nél. A sorozat szereplőit 2016 októberében jelentették be. A Trónok harca színésznője, Bella Ramsey Mildred szerepét kapta meg, aki azt mondta, hogy a sorozat forgatása "nagyon jó", de volt néhány kihívást jelentő jelenet, és a mutatványok megtanulása kemény. Meibh Campbell játszotta az első évadban Maud Spellbody szerepét, de a 2. évadtól Megan Hughes váltotta. Hughes azt mondta, hogy a sorozaton dolgozni "nagyszerű, és én [Hughes] imádom az élményt", és hogy "nagyon hálás a lehetőségért". Tamara Smart négy hónapos meghallgatás után megszerezte Enid Nightshade szerepét. Smart izgatott volt, amikor megkapta a szerepet.  Jenny Richardsont és Miriam Petche Ethel és Esmerelda Hallow-ként szerepelnek.  A Coronation Street és a Waterloo Road színésznője, Tallulah Milligan Drusilla Paddock-ként szerepel. Dagny Rollins Felicity Foxglove-ként szerepel.
A Botcsinálta boszi a Peckforton kastélyban (Cheshire, Anglia) és a Hohenzollern-kastélyban (Sváb-Alb, Németország) forgatták. A második évadban Adlington Hallban is forgattak. 